# Portalegre (Portugal)
Portalegre (AFI: [puɾtɐˈlɛɣɾ(ɨ)]ⓘ)  es una ciudad y un municipio portugués, capital del distrito homónimo, en la región del Alentejo y comunidad intermunicipal del Alto Alentejo. 
La ciudad, sede del municipio, contaba con 15 642 habitantes en 2011 mientras que este último tiene 446,24 km² de superficie y 22 341 habitantes (2021), y está subdividido en siete freguesias. 

## Geografía
El municipio limita al norte con el municipio de Castelo de Vide, al nordeste con Marvão, al este con Valencia de Alcántara, (Cáceres, España) y La Codosera, (Badajoz, España), al sur con Arronches y Monforte y al oeste con Crato.
Aunque el paisaje de los municipios al norte de Portalegre sigue siendo típicamente alentejano, con zonas relativamente planas que se alternan con colinas en la mayoría de los casos relativamente bajas, Portalegre se describe a menudo como una zona de transición entre el Alentejo, más seco y llano, y las Beiras, más húmedas y montañosas. La orografía es más variada que en la mayor parte del resto del Alentejo, lo que contribuye a que el paisaje tenga características peculiares.
La ciudad está situada a una altitud de 438 metros, en la zona de transición entre el paisaje relativamente llano, pero con muchas colinas bajas al sur y al oeste, y el sistema montañoso de la Sierra de San Mamés, que la rodea al norte, este y sureste.
La geología es variada, lo que se traduce en la variedad de suelos, con zonas de esquistos, grauvaca, calizas y cuarcitas.
Las características únicas del paisaje, la flora y la fauna, son la base para la creación del parque natural de la Sierra de San Mamés, que cubre una parte considerable del territorio del municipio.

### Demografía
Los censos generales de población portuguesa, regidos por las directrices internacionales de la época (Congreso Estadístico Internacional de Bruselas de 1853), se realizaron a partir de 1864.
Según datos del INE portugués, el distrito de Portalegre registró un descenso poblacional en torno al 11,5% en 2021 respecto a los resultados del censo de 2011. En el municipio de Portalegre este descenso se situó en torno al 10,4%.
| Gráfica de evolución demográfica de Portalegre entre 1864 y 2021 |
|                                                                  |
| Datos según el nomenclátor publicado por el INE portugués.       |

### Clima
Portalegre tiene un clima Csa (templado con verano seco y caluroso) según la clasificación climática de Köppen. Las temperaturas en invierno pueden bajar de los 0 °C y las temperaturas (máximas) en verano pueden alcanzar valores en torno a los 38-39 °C. Las altas temperaturas se deben a que esta ciudad está situada en el Alentejo, la región más calurosa de Portugal en el verano. Las temperaturas máximas y mínimas registradas en Portalegre en el período 1971-2000 fueron 40,4 °C y -4,5 °C. Sin embargo, hay registros de -8 °C en 1941 y 43,3 °C en el mismo año.
| Parámetros climáticos promedio de Portalegre en el periodo 1971-2000                                                                               | Parámetros climáticos promedio de Portalegre en el periodo 1971-2000 | Parámetros climáticos promedio de Portalegre en el periodo 1971-2000 | Parámetros climáticos promedio de Portalegre en el periodo 1971-2000 | Parámetros climáticos promedio de Portalegre en el periodo 1971-2000 | Parámetros climáticos promedio de Portalegre en el periodo 1971-2000 | Parámetros climáticos promedio de Portalegre en el periodo 1971-2000 | Parámetros climáticos promedio de Portalegre en el periodo 1971-2000 | Parámetros climáticos promedio de Portalegre en el periodo 1971-2000 | Parámetros climáticos promedio de Portalegre en el periodo 1971-2000 | Parámetros climáticos promedio de Portalegre en el periodo 1971-2000 | Parámetros climáticos promedio de Portalegre en el periodo 1971-2000 | Parámetros climáticos promedio de Portalegre en el periodo 1971-2000 | Parámetros climáticos promedio de Portalegre en el periodo 1971-2000 |
| Mes | Ene.                                                                 | Feb.                                                                 | Mar.                                                                 | Abr.                                                                 | May.                                                                 | Jun.                                                                 | Jul.                                                                 | Ago.                                                                 | Sep.                                                                 | Oct.                                                                 | Nov.                                                                 | Dic.                                                                 | Anual                                                                |
| --- | -------------------------------------------------------------------- | -------------------------------------------------------------------- | -------------------------------------------------------------------- | -------------------------------------------------------------------- | -------------------------------------------------------------------- | -------------------------------------------------------------------- | -------------------------------------------------------------------- | -------------------------------------------------------------------- | -------------------------------------------------------------------- | -------------------------------------------------------------------- | -------------------------------------------------------------------- | -------------------------------------------------------------------- | -------------------------------------------------------------------- |
| Temp. máx. media (°C) | 11.4                                                                 | 12.6                                                                 | 15.4                                                                 | 16.5                                                                 | 20.0                                                                 | 25.4                                                                 | 29.8                                                                 | 29.7                                                                 | 26.2                                                                 | 19.9                                                                 | 15.0                                                                 | 12.2                                                                 | 19.5                                                                 |
| Temp. media (°C) | 8.5                                                                  | 9.4                                                                  | 11.5                                                                 | 12.3                                                                 | 15.3                                                                 | 19.9                                                                 | 23.5                                                                 | 23.5                                                                 | 21.2                                                                 | 16.2                                                                 | 12.1                                                                 | 9.5                                                                  | 15.2                                                                 |
| Temp. mín. media (°C) | 5.7                                                                  | 6.2                                                                  | 7.6                                                                  | 8.2                                                                  | 10.6                                                                 | 14.4                                                                 | 17.3                                                                 | 17.2                                                                 | 16.1                                                                 | 12.5                                                                 | 9.1                                                                  | 6.8                                                                  | 11                                                                   |
| Precipitación total (mm) | 109.9                                                                | 95.5                                                                 | 63.3                                                                 | 78.4                                                                 | 67.5                                                                 | 31.6                                                                 | 7.5                                                                  | 8.5                                                                  | 42.1                                                                 | 97.5                                                                 | 114.9                                                                | 136.0                                                                | 852.4                                                                |
| Días de precipitaciones (≥ 1 mm) | 13.1                                                                 | 12.0                                                                 | 10.2                                                                 | 12.9                                                                 | 11.4                                                                 | 6.1                                                                  | 2.9                                                                  | 2.6                                                                  | 6.8                                                                  | 11.6                                                                 | 11.7                                                                 | 14.1                                                                 | 115.4                                                                |
| Fuente: Instituto de Meteorología, IP Portugal. Datos de precipitación y temperatura para el periodo 1971-2000 en Portalegre 27 de octubre de 2012 |                                                                      |                                                                      |                                                                      |                                                                      |                                                                      |                                                                      |                                                                      |                                                                      |                                                                      |                                                                      |                                                                      |                                                                      |                                                                      |

## Organización territorial
El municipio de Portalegre está formado por siete freguesias:
- Alagoa
- Alegrete
- Fortios
- Reguengo e São Julião
- Ribeira de Nisa e Carreiras
- Sé e São Lourenço
- Urra

## Historia
- Brazalete de Portalegre, (Edad de Bronce).